# Giant (песня Stray Kids)
«Giant» (с англ. — «Гигант») — заглавный сингл одноимённого второго японоязычного студийного альбома южнокорейского бой-бэнда Stray Kids. Выпущен вместе с альбомом лейблом Epic Records Japan 13 ноября 2024 года.

## Предыстория и выпуск
30 сентября 2024 года Stray Kids анонсировали свой второй японоязычный студийный альбом Giant. Список композиций был обнародован 11 октября, первым треком в нём значится заглавный сингл «Giant». Песня была выпущена вместе с альбомом 13 ноября. Корейская версия была включена в сингл-альбом Mixtape: Dominate (2025).

## Композиция
Участники Stray Kids и его продюсерского саб-юнита 3Racha — Пан Чхан, Чханбин и Хан написали сингл «Giant» вместе с Restart и Чхэ Ганхэ. Йохей отвечал за японский текст песни. «Giant» — сочетание бум-бапа и дабстепа с сильными басами и синтезаторными звуками. Лирически песня выражает «упорный труд и отказ принимать все как должное, независимо от того, насколько известным ты стал».

## Музыкальный видеоклип
Премьера сопровождающего видеоклипа сингла «Giant» состоялась 13 ноября 2024 года, одновременно с выпуском альбома и песни. В клипе Stray Kids запечатлены в подземелье, где они строят нечто похожее на увеличенную муравьиную ферму. Участники также собирают и собирают украшенные драгоценностями яйца для достроения своей базы.

## Живые выступления
Stray Kids включили песню «Giant» в сет-лист японских концертов своего мирового тура «Dominate World Tour», первое выступление состоялось в Токио Доум 14 ноября 2024 года. Группа впервые исполнила песню в номинации «Лучший артист 2024» 30 ноября, а затем на FNS Music Festival 2024 4 декабря.

## Чарты
| Чарт (2024)                                                 | Высшая позиция |
| ----------------------------------------------------------- | -------------- |
| Великобритания (OCC UK Singles Downloads)                   | 46             |
| Великобритания (UK Singles Sales)                           | 53             |
| Республика Корея (Circle BGM Chart) · Корейская версия      | 176            |
| Республика Корея (Circle Download Chart) · Корейская версия | 78             |
| США (Billboard World Digital Song Sales)                    | 2              |
| Япония (Billboard Japan Hot 100)                            | 82             |
| Япония (Oricon Digital Singles Chart)                       | 26             |